# Stripped Live in the UK
Stripped Live in the UK è un dvd musicale di Christina Aguilera registrato per promuovere l'uscita del suo album Stripped. Nel dvd è presente una tappa dello Stripped World Tour della Aguilera svoltasi in UK. È stata omessa l'esibizione di Make Over, mentre una versione estesa dell'esibizione di What a Girl Wants è stata trasmessa in televisione.

## Tracce
1. Stripped Intro – 1:45
2. Dirrty – 4:36 (Christina Aguilera, Dana Stinson, Balewa Muhammad, Jasper Cameron, Reggie Noble)
3. Get Mine Get Yours – 5:06 (Christina Aguilera, Balewa Muhammad, Steve Morales, David Siegel)
4. The Voice Within – 5:03 (Christina Aguilera, Glen Ballard)
5. Genie in a Bottle – 3:32 (Steve Kipner, David Frank, Pam Sheyne)
6. Can't Hold Us Down – 4:09 (Christina Aguilera, Scott Storch, Matt Morris)
7. Contigo en la Distancia / Falsas Esperanzas – 4:53 (César Portillo de la Luz / Jorge Luis Piloto)
8. Infatuation – 5:18 (Christina Aguilera, Scott Storch, Matt Morris)
9. Come on Over (All I Want Is You) – 5:03 (Ron Fair, Shelly Peiken, Guy Roche, Johan Åberg, Paul Rein, C. Blackmoon, R. Cham, Eric Dawkins, Christina Aguilera)
10. Cruz – 4:01 (Christina Aguilera, Linda Perry)
11. Loving Me 4 Me (Interlude) – 0:53 (Christina Aguilera, Scott Storch, Matt Morris)
12. Impossible – 3:51 (Alicia Keys)
13. At Last – 5:16 (Mack Gordon, Harry Warren)
14. Lady Marmalade – 4:25 (Kenny Nolan, Bob Crewe)
15. Walk Away – 5:07 (Christina Aguilera, Scott Storch, Matt Morris)
16. Fighter – 4:19 (Christina Aguilera, Scott Storch)
17. Stripped Part 2 – 0:43
18. What a Girl Wants – 6:28 (Shelly Peiken, Guy Roche)
19. Beautiful – 5:54 (Linda Perry)

## Contenuti extra
1. Intervista esclusiva a Christina Aguilera.
2. Presentazione dell'entourage.
3. "Gilbert Bus Tou" - riprese inedite del bus della Aguilera con commento di uno dei ballerini e amici della cantante, Gilbert Saldivar.
4. "One Night in Milano" - la Aguilera incontra la sua amica Donatella Versace a Milano e vanno insieme in un locale della città.
5. "RSVP" - la cantante risponde alle domande dei fans.